# Universidad Asbury
La University Asbury es una Universidad Privada Cristiana en Wilmore, Kentucky, Estados Unidos. Aunque es una institución no-demoninacional, se identifica con el movimiento de santidad. La entidad ofrece más de 50 especializaciones en unas 17 áreas. En el otoño de 2016, la Universidad de Asbury tuvo un total de 1.854 matrículas. El campus del Seminario Teológico de Asbury, el cual se convirtió en una institution independiente en 1922 está localizado a través de  la calle de la Universidad de Ausbury.

## Historia
El Asbury College fue creado el 2 de septiembre de 1890 por John Wesley Hughes en Wilmore, Kentucky. Inicialmente se llamó Kentucky Holiness College, y luego renombrado Obispo Francis Asbury, el "Padre del Metodismo Norteamericano" y un evangelista del circuito. Asbury College, del cual tomó su nombre en 1891, fue fundamental en la educación metodista en Kentucky central, habiendo fundado la primera escuela estatal metodista, Bethel Academy, en 1790; su lugar se encuentra cerca a High Bridge, a 6 km al sur de Wilmore. Después de ser expulsado como presidente del Asbury College en 1905, Hughes fundó el Kingswood College, en Breckinridge County, Kentucky. el cual ya no existe. A pesar de su desilusión al ser retirado de Asbury, Hughes escribió en su autobiografía de 1923: 
"Estando seguro de que fui guiado por Dios para establecer (Asbury College), siendo mi hijo universitario nacido en la pobreza, la perplejidad mental y la agonía del alma, lo amé desde su nacimiento más que a mi propia vida. A medida que los días iban y venían, con muchas experiencias tristes y desgarradoras, mi amor ha aumentado. Mi aprecio por lo que ha hecho, lo que está haciendo y lo que promete hacer en el futuro es tal que estoy dispuesto a dar mi vida por su perpetuación."  
En 1928, Hughes fue invitado para comenzar la construcción de la nueva capilla de Asbury College, el Hughes Auditorium, el cual aun está en uso hoy.
En 2001 la Biblioteca Kinlaw fue concluida. Recibió su nombre en honor a Dennis F. Kinlaw y su esposa Elsie. Tiene 3 pisos, contiene más de 150.000 ítems en varias colecciones.
El 5 de marzo de 2010, el Asbury College se convirtió en la Universidad Asbury. El presidente actual, es Kevin Brown, un antiguo miembro de la  facultad de Dayton School of Business de la Universidad. Brown inició como president el 6 de marzo de 2020.

### Presidentes
Presidentes de la institución:
- John Wesley Hughes (1890–1905)
- Francis F. Fitch (1905)
- Benjamin Franklin Haynes (1905–1908)
- Newton Wray (1908–1909)
- Aaron S. Watkins (1909–1910)
- Henry Clay Morrison (1910–1925; 1933–1940)
- Lewis Robeson Akers (1925–1933)
- Z.T. Johnson (1940–1966)
- Karl K. Wilson (1966–1967)
- Cornelius R. Hager (1967–1968; 1981–1983; 1992–1993)
- Dennis F. Kinlaw (1968–1981; 1986–1991)
- John N. Oswalt (1983–1986)
- Edwin G. Blue (1991–1992)
- David J. Gyertson (1993–2000)
- Paul A. Rader (2000–2006)
- William C. Crothers (2006–2007)
- Sandra C. Gray (2007–2019)
- Kevin J. Brown (2019–presente)

## Académico
Los estudiantes vienen de 44 estados y 43 países. El ingreso a la universidad es considerado "competitivo". Para 2023, el promedio para ingresar a pregrado estuvo en 3.65 de high school GPA, y un puntaje SAT de 1135 o un puntaje ACT de 25. Se requiere un ensayo personal; para lograr la admisión es recomendable presentar una declaración y cartas de recomendación. 
Cerca del 90 % de los estudiantes universitarios viven en el campus. 82% de los maestros tienen grados terminales en su campo de estudio. La universidad tiene 59 especializaciones de pregado y varios minors y énfasis. Las pasantías, programas de intercambio, estudios en el exterior, oportunidades interculturales, misiones, y oportunidades de servicio communitario están disponibles y son parte del currículo en casi todas las especializaciones. Asbury tiene una gran cantidad de requisitos en educación en artes liberales con un rango de 39 a 57 horas por semestre. La universidad también tiene un programa de honor y programas virtuales. La Universidad tiene una tasa de retención de 82% y de 12:1 de facultad.
Los programas se dividen en 5 unidades:
- Colegio de artes, humanidades y Ciencias Sociales.
- Escuela de Negocios Dayton.
- Escuela de comunicación y artes.
- Escuela de educación.
- Escuela de ciencias Shaw[16]

Entre los títulos que hay disponibles están: Maestría en Administración de Negocios, Postgrados en Education, Maestría de Artes en Comunicación, Maestría de Artes en Narrativa de Historias Digital, Maestría de Artes en  Diseño Instruccional, Innovación y Liderazgo, Maestría en Artes Finas, en Producción de Cine y TV, y Maestría en Artes Finas en creación de guiones.

## Deportes
Los equipos atléticos son llamados las águilas. La Universidad es miembro de la NCAA Division III, compitiendo como NCAA D-III independente bajo un estado de clasificación provisional desde 2021. También es miembro de la Asociación Nacional Atlética de Colegios Cristianos (NCCAA), compitiendo como independente en la región de medio este de la primera división. Las Águilas antes compitieron en la River States Conference.
Asbury compite en 17 modalidades: béisbol, baloncesto, campoa traviesa, golf, fútbol, natación, tenis, atletismo, sóftbol,  voleibol, porras, roundnet, pickleball y golf de frisby.